# باشگاه فوتبال آن جانگ
باشگاه فوتبال آن جانگ که به سادگی با نام آن جانگ شناخته می‌شود، یک باشگاه فوتبال حرفه‌ای است که در استان آن‌جانگ، ویتنام واقع شده است. این تیم در حال حاضر در مسابقات ملی دسته سوم ویتنام حضور دارد.